# Tabanus avittatus
Tabanus avittatus är en tvåvingeart som beskrevs av Schuurmans Stekhoven 1926. Tabanus avittatus ingår i släktet Tabanus och familjen bromsar. Inga underarter finns listade i Catalogue of Life.